# Socket 603
A Socket 603 egy processzorfoglalat az Intel Xeon processzorai számára.
Minden Socket 603-as Xeon 400 MT/s FSB sebességgel rendelkezik, 180 illetve 130 nm csíkszélességgel készül, és 1,475 vagy 1,75 V magfeszültséggel üzemelnek. Minden Socket 603-as processzor beilleszthető a Socket 604-es foglalatba is.
Néhány Socket 603-as Xeon MP jelölést is kapott, ami „Multi-Processor”-t jelöl, így többprocesszoros rendszerekben is használhatók.
A Socket 603 603 tűs ZIF PGA foglalat 1,96 mm magas lábakkal, mely fogadja a 180 nm-es Foster, és a 130 nm-es Prestonia és Gallatin magos Intel Xeon processzorokat, 1,4-től 3 GHz-ig.